# Eva Wutti
Eva Wutti née le 26 février 1989 à Wolfsberg en Autriche est une triathlète professionnelle autrichienne, championne d'Autriche courte distance (2011) et multiple vainqueur sur triathlon Ironman et Ironman 70.3.

## Palmarès en triathlon
Le tableau présente les résultats les plus significatifs (podium) obtenus sur le circuit national et international de triathlon depuis 2011,.
| Année | Compétition                     | Pays      | Position          | Temps           |
| ----- | ------------------------------- | --------- | ----------------- | --------------- |
| 2017  | Ironman Autriche                | Autriche  | Médaille d'or     | 9 h 6 min 25 s  |
| 2017  | Ironman Hambourg                | Allemagne | Médaille d'argent | 9 h 23 min 35 s |
| 2015  | Ironman 70.3 Norvège            | Norvège   | Médaille d'or     | 4 h 15 min 32 s |
| 2015  | Ironman Autriche                | Autriche  | Médaille d'or     | 8 h 45 min 37 s |
| 2014  | Ironman 70.3 Zell am See-Kaprun | Autriche  | Médaille d'or     | 4 h 28 min 35 s |
| 2014  | Ironman Barcelone               | Espagne   | Médaille d'or     | 8 h 49 min 21 s |
| 2013  | Ironman 70.3 Zell am See-Kaprun | Autriche  | Médaille d'argent | 4 h 15 min 4 s  |
| 2013  | Ironman Copenhague              | Danemark  | Médaille d'or     | 8 h 37 min 36 s |
| 2013  | Challenge Barcelona-Maresme     | Espagne   | Médaille d'or     | 8 h 51 min 1 s  |
| 2012  | CityTriathlon Heilbronn         | Allemagne | Médaille d'or     | 3 h 14 min 34 s |
| 2011  | Championnat d'Autriche          | Autriche  | Médaille d'or     | 2 h 5 min 58 s  |
| 2011  | Ironman 70.3 Allemagne          | Allemagne | Médaille d'argent | 4 h 50 min 54 s |

## Palmarès en cyclisme
- 2013
  - 3e aux championnats d'Autriche sur route[3]